# Hideaki Ikematsu
Hideaki Ikematsu (池松 秀明 Ikematsu Hideaki?, nacido el 10 de enero de 1986 en Osaka) es un exfutbolista japonés. Jugaba de centrocampista y su último club fue el Fagiano Okayama de Japón.

## Trayectoria

### Clubes
| Club               | País  | Año         |
| ------------------ | ----- | ----------- |
| Kyoto Purple Sanga | Japón | 2004 - 2006 |
| Fagiano Okayama    | Japón | 2007 - 2008 |